# Julius Rodenberg

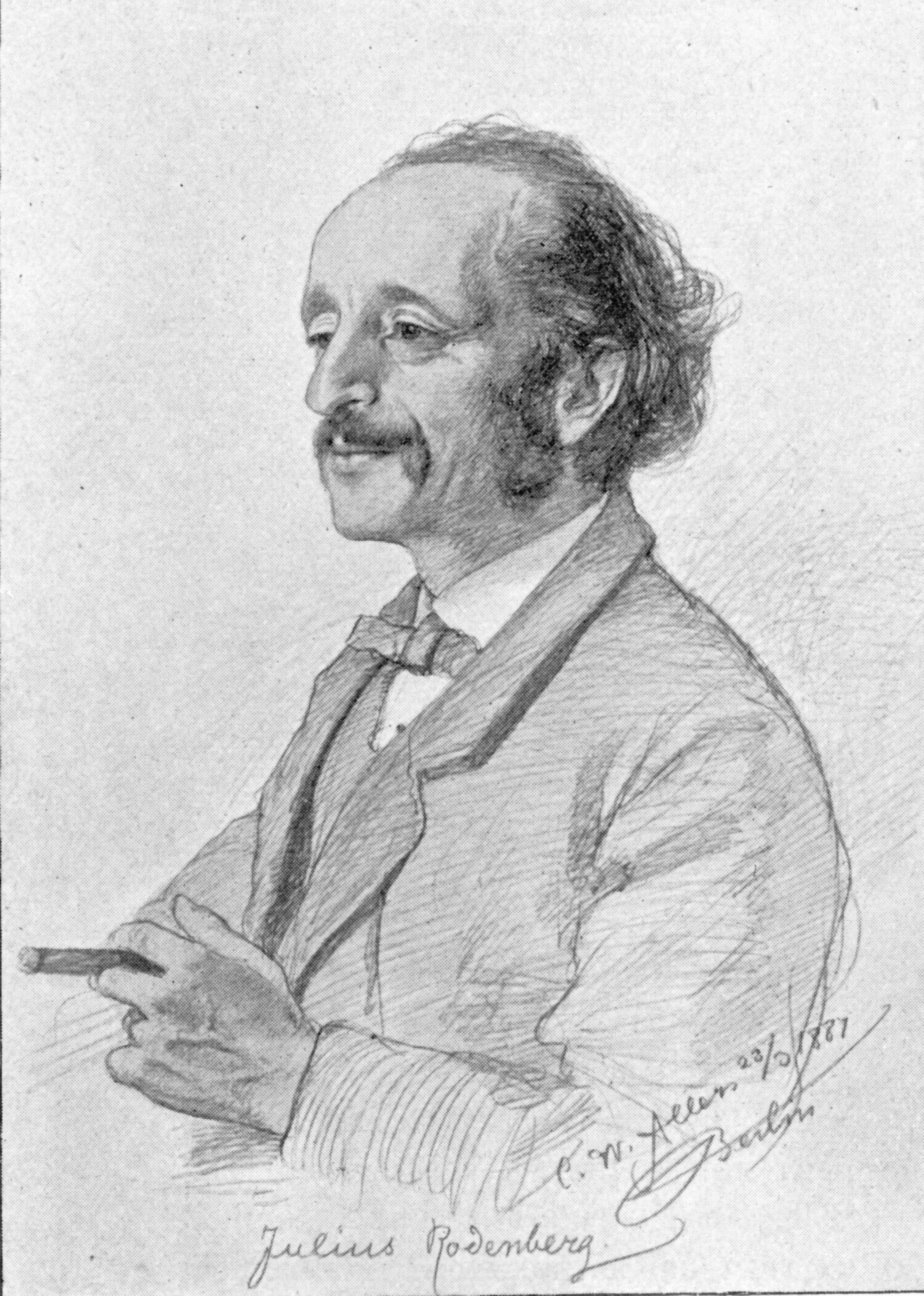
Julius Rodenberg, 1889

Julius Rodenberg (né le 26 juin 1831 à Rodenberg et mort le 11 juillet 1914 à Berlin ; en fait Julius Levy) est un journaliste et écrivain prussien.

## Biographie
Rodenberg est l'aîné des six enfants du marchand Simon Gumbert Levy et de sa femme Amalia née Coppel est né à Rodenberg près de Hanovre, qui faisait alors partie de l'électorat de Hesse. L'une de ses sœurs est Bertha Markheim. Après ses premières leçons à l'institut d'enseignement privé Schröder, il est éduqué par des précepteurs privés à partir de 1841. En 1845, Rodenberg étudie à l'école civique supérieure de Hanovre et l'année suivante, il passe au lycée Ernest de Rinteln (de). Là, il se lie d'amitié avec Franz von Dingelstedt et Friedrich Oetker (de). À l'âge de 20 ans, il passe son Abitur puis étudie le droit à Heidelberg. Il poursuit ses études à Marbourg et à Berlin. Pendant ses études, il devient membre de la fraternité Teutonia à Heidelberg au semestre d'hiver 1851/52 et plus tard également de la fraternité Saxonia Marburg. Au semestre d'hiver 1895/96, Rodenberg reçoit le ruban honorifique de la fraternité Alemannia Göttingen.
En 1854, Rodenberg retourne à l'Université de Marbourg. La même année, Karl August Varnhagen von Ense lui conseille de changer de nom et de se convertir au christianisme. Un an plus tard, le nom est changé par son souverain, l'électeur Frédéric-Guillaume Ier. Cependant, Rodenberg ne peut se résoudre à se convertir.
En 1856, Rodenberg termine ses études par un doctorat sur la succession de régence. Il part ensuite en voyage en Grande-Bretagne, où il fit notamment la connaissance de la compositrice Johanna Kinkel et son mari Gottfried Kinkel, dont la Ligue du hanneton (de) est toujours inoubliable. À son retour, Rodenberg s'installe à Berlin en 1859 et écrit en tant que collaborateur indépendant entre autres pour le National-Zeitung, la Neue Preußische Zeitung et la Breslauer Zeitung.
Il habite à Berlin, entre autres, au 52 de la Französische Straße et plus tard, jusqu'à sa mort, près du Tiergarten, au 1 de l'ancienne Margarethenstraße (aujourd'hui : Scharounstraße). En 1863, il se marie avec la catholique Justina Schiff (1837-1923), avec laquelle il a une fille, Alice (née en 1864).

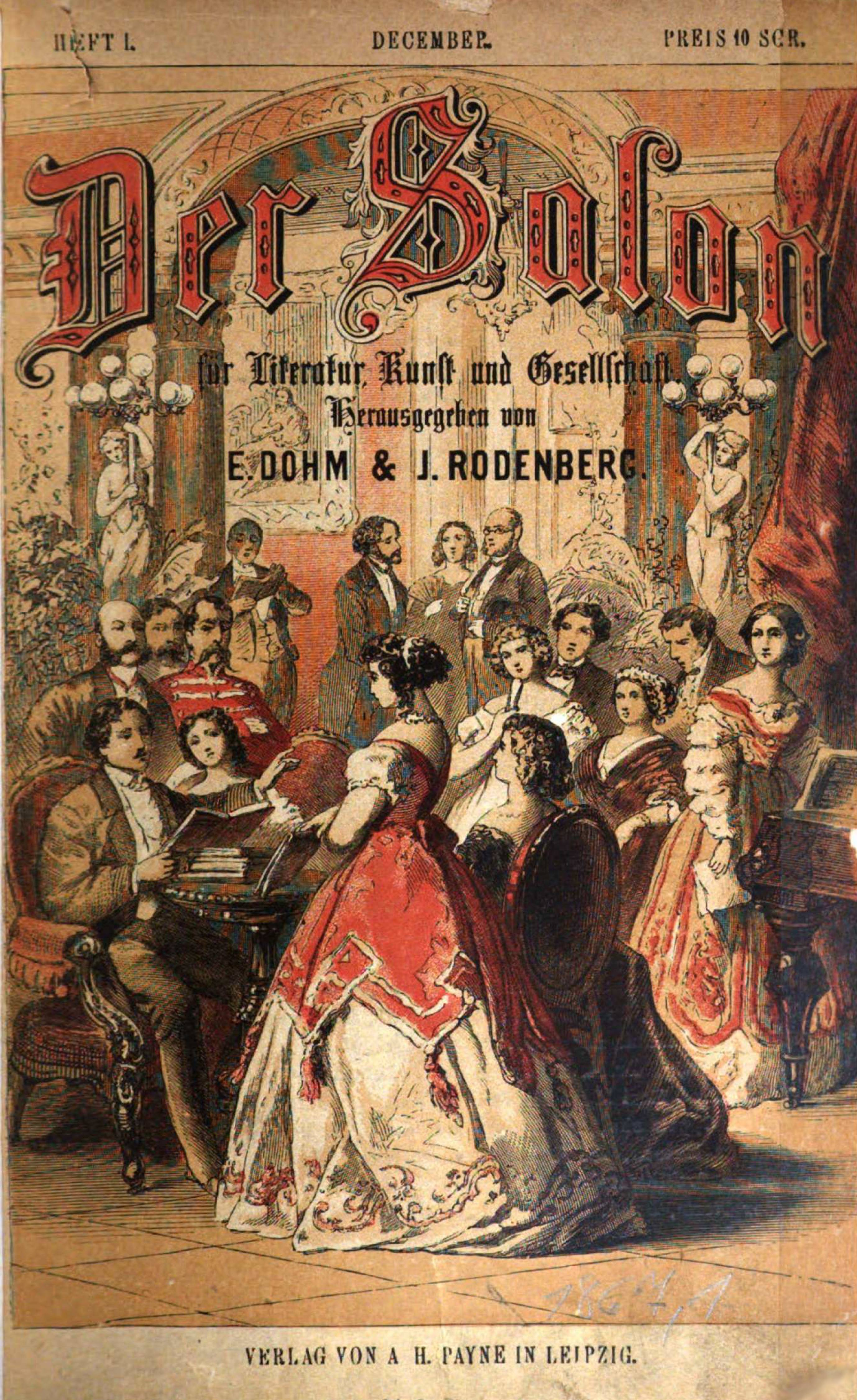
Der Salon für Literatur, Kunst und Gesellschaft, couverture du numéro 1, 1867

À partir des années 1860, Rodenberg vit du journalisme et de son œuvre littéraire. De 1861 à 1863, il publie son premier magazine de divertissement à Berlin sous le titre Deutsches Magazin, édite le supplément littéraire du journal de mode illustré Der Bazar pendant deux ans à partir de 1865 et en 1867, avec le journaliste Ernst Dohm, fonde le magazine Der Salon für Literatur, Kunst und Gesellschaft, auquel collaborent de nombreux auteurs éminents tels que Berthold Auerbach, Theodor Fontane, Karl Gutzkow, Paul Heyse, Theodor Storm et Ivan Turgenev. Lorsque Dohm se retire de la rédaction en 1871, Rodenberg est seul responsable du journal  de 1872 à 1874. Der Salon passe à Franz Hirsch en 1875 et continue de paraître jusqu'en 1890. En 1874, Rodenberg fonde la Deutsche Rundschau, qui paraît mensuellement et devient la principale revue culturelle allemande du dernier tiers du XIXe siècle. Il est activement promu et soutenu par Gustav Heinrich von und zu Putlitz et Berthold Auerbach.
En 1879, Rodenberg s'implique à Weimar pour un musée national Goethe et parfois aussi pour la fondation allemande Schiller (de). En 1885, il est l'un des fondateurs de la Société Goethe.
Il appartient au cercle d'auteurs et d'écrivains qui travaillent à la conception littéraire des photos et des albums de collection de Stollwerck pour le compte du producteur de chocolat de Cologne Ludwig Stollwerck (de). D'autres auteurs sont la poétesse "T. Resa" alias Theresa Gröhe, née Pauli-Greiffenberg, le zoologiste Paul Matschie, l'écrivain Hans Eschelbach (de), l'écrivain Joseph von Lauff (de), le poète Carl Hermann Busse (de), le romancier Gustav Falke et bien d'autres.
Julius Rodenberg décède le 11 juillet 1914 à l'âge de 83 ans à Berlin. Il est enterré au cimetière central de Friedrichsfelde. La stèle funéraire en grès est réalisée par le sculpteur Hugo Lederer.

## Réception
Dans les années 1980, le feuilletoniste berlinois Heinz Knobloch (de) (connu surtout pour ses feuilletons dans le Wochenpost) redécouvre Julius Rodenberg pour un public plus large et écrit par notamment un essai en épilogue d'une nouvelle édition qu'il initie de Bilder aus dem Berliner Leben .
À l'occasion du 150e anniversaire de Julius Rodenberg, le groupe local de Rodenberg du "Heimatbund Grafschaft Schaumburg" publie une publication commémorative. Depuis le début du 21e siècle, une école primaire à Rodenberg porte le nom de Julius Rodenberg. Une autre école portant ce nom à Berlin-Prenzlauer Berg a été fermée.
Dans sa ville natale de Rodenberg, la vie et l'œuvre de Julius Rodenberg font partie de l'exposition permanente du paysage muséal de Rodenberg. En plus des manuscrits, des photos et des livres, les 160 volumes de la Deutsche Rundschau publiés par Julius Rodenberg y sont exposés en permanence.
Au nord du quartier berlinois de Prenzlauer Berg, une rue porte le nom de Julius Rodenberg.
Dans ses premiers poèmes, Rodenberg s'oriente vers la poésie d'Emanuel Geibe .

## Récompenses et honneurs
- 1899 : Titre de professeur
- 1906 : Plaque commémorative sur la maison natale de Rodenberg
- 1911 : Citoyen d'honneur de Rodenberg
- 1911 : Doctorat honorifique de l'Université de Marbourg

## Fondation, dotation
Une fondation caritative est créée en l'honneur de Julius Rodenberg en 2016. Fondée par Norbert Jahn, c'est une fondation fiduciaire de la Fondation communautaire de Schaumburg et membre de l'Association fédérale des fondations allemandes (de). L'accent est mis sur le soutien aux jeunes de l'arrondissement de Schaumbourg et des communes voisines. L'objectif est d'honorer les jeunes qui sont particulièrement impliqués socialement dans l'église, le sport ou d'autres clubs ou organisations. Avec une bourse pour la formation continue culturelle, sociale et liée à la formation, la Fondation Rodenberg souhaite soutenir en particulier les personnes dans le besoin. Le fondateur a également les droits sur le nom Julius Rodenberg protégé par l'Office allemand des brevets et des marques.

## Œuvres (chronologiques)
- Fliegender Sommer. Eine Herbstgabe. Schlodtmann, Bremen 1851.
- Dornröschen. Schlodtmann, Bremen 1852.
- Der Majestäten Felsenbier und Rheinwein lustige Kriegshistorie. Rümpler, Hannover 1853.
- Lieder. Rümpler, Hannover 1854 (darin Wohlauf in Gottes schöne Welt)
- Musikalischer Sonettenkranz. Rümpler, Hannover 1855.
- Die Regredienterbschaft. Elwert, Marburg 1856 (Jur. Diss.)
- Pariser Bilderbuch. Vieweg, Braunschweig 1856.
- Für Schleswig-Holstein! Hoffmann u. Campe, Hamburg 1856.
- Dramatische Idyllen (Waldmüllers Margret. – Ehen werden im Himmel geschlossen. – Alfieri). Bertram, Cassel 1858.
- Kleine Wanderchronik. Rümpler, Hannover 1858.
- Ein Herbst in Wales. Land und Leute, Märchen und Lieder. Rümpler, Hannover 1858.
- Deutsche Antwort auf die Welsche Frage. Rümpler, Hannover 1859.
- Alltagsleben in London. Springer, Berlin 1860.
- Verschollene Inseln. Sand und Seebilder. Springer, Berlin 1861.
- Stillleben auf Sylt. Springer, Berlin 1861 [3., verm. Aufl. 1876].
- Die Harfe von Erin. Mährchen und Dichtung in Irland. Grunow, Leipzig 1861.
- Tag und Nacht in London. Ein Skizzenbuch zur Weltausstellung. Seehagen, Berlin 1862. (Neu herausgegeben von Stefan Neuhaus. Wehrhahn, Hannover 2007,  (ISBN 978-3-86525-302-6))
- Feramors. Lyrische Oper in drei Akten. Dichtung frei nach Thomas Moore. Musik von Anton Rubinstein. Dresden 1863.
- Die Straßensängerin von London. Ein Roman in drei Büchern. Seehagen, Berlin 1863.
- Die Insel der Heiligen. Eine Pilgerfahrt durch Irlands Städte, Dörfer und Ruinen. Janke, Berlin 1864.
- Die neue Sündfluth. Ein Roman aus dem vorigen Jahrhundert. Derschel, Berlin 1865.
- Die Myrthe von Killarney. Ein modernes Idyll. Grote, Berlin 1867.
- Ein dänisches Seebad. Vier Wochen in Helsingör. Gerschel, Berlin 1867.
- Kriegs- und Friedenslieder. Lipperheide, Berlin 1870.
- Studienreisen in England. Bilder aus Vergangenheit und Gegenwart. Brockhaus, Leipzig 1872.
- In deutschen Landen. Skizzen und Ferienreisen. Brockhaus, Leipzig 1874.
- Wiener Sommertage. Brockhaus, Leipzig 1875 (neu herausgegeben und mit einem Nachwort von Peter Payer; Czernin, Wien 2009).
- Ferien in England. Pactel, Berlin 1876.
- Die Grandidiers. Ein Roman aus der französischen Kolonie. Hallberger, Stuttgart 1878.
- Belgien und die Belgier. Studien und Erlebnisse während der Unabhängigkeitsfeier im Sommer 1880. Paetel, Berlin u. a. 1881.
- Heimatherinnerungen an Franz Dingelstedt und Friedrich Oetker. Paetel, Berlin 1882.
- Lieder. Gesenius, Halle a. S. 1885.
- Herrn Schellbogen’s Abenteuer. Ein Stücklein aus dem alten Berlin. Paetel, Berlin 1890. Digitalisierung: Zentral- und Landesbibliothek Berlin, 2020. URN urn:nbn:de:kobv:109-1-15424600
- Klostermann’s Grundstück, nebst einigen anderen Begebenheiten, die sich in dessen Nachbarschaft zugetragen haben. Paetel, Berlin 1891. Digitalisiert von der Zentral- und Landesbibliothek Berlin, 2020. URN urn:nbn:de:kobv:109-1-15418170 (neu herausgegeben von Rudolf Zerries; Rodenberg Verlag, Rodenberg 2015,  (ISBN 978-3-00-050887-5)).
- Eine Frühlingsfahrt nach Malta. Mit Ausflügen in Sicilien. Paetel, Berlin 1893.
- Bilder aus dem Berliner Leben. 3 Bände. Paetel, Berlin 1885–1887.
- Carl Alexander, Großherzog von Sachsen-Weimar-Eisenach. Zu seinem achtzigsten Geburtstage. Paetel, Berlin 1898.
- Die Begründung der „Deutschen Rundschau“. Ein Rückblick. Paetel, Berlin 1899.
- Erinnerungen aus der Jugendzeit. Autobiographie. Paetel, Berlin 1899.
- Epilog für die Aufführung des „Tasso“ am Goethetage im Großherzoglichen Hoftheater zu Weimar 9. Juni 1906. Hof Buchdruckerei, Weimar 1906.
- Aus der Kindheit. Erinnerungsblätter. Paetel, Berlin 1907 (neu herausgegeben von Rudolf Zerries; Rodenberg Verlag, Rodenberg 2016,  (ISBN 978-3-9818134-0-1)).